# Šešonk II.
Šešonk II. (Hedjkheperre' setepenre) je uváděn jako třetí faraon 22. dynastie, syn Osorkona I. a matky Nesitanebetashru s dobou vlády necelé dva roky. Nicméně některé zdroje ho uvádějí jen jako spoluvládce otce Osorkona I. , velekněze Amona v Thébách a vojevůdce. 

## Historický význam

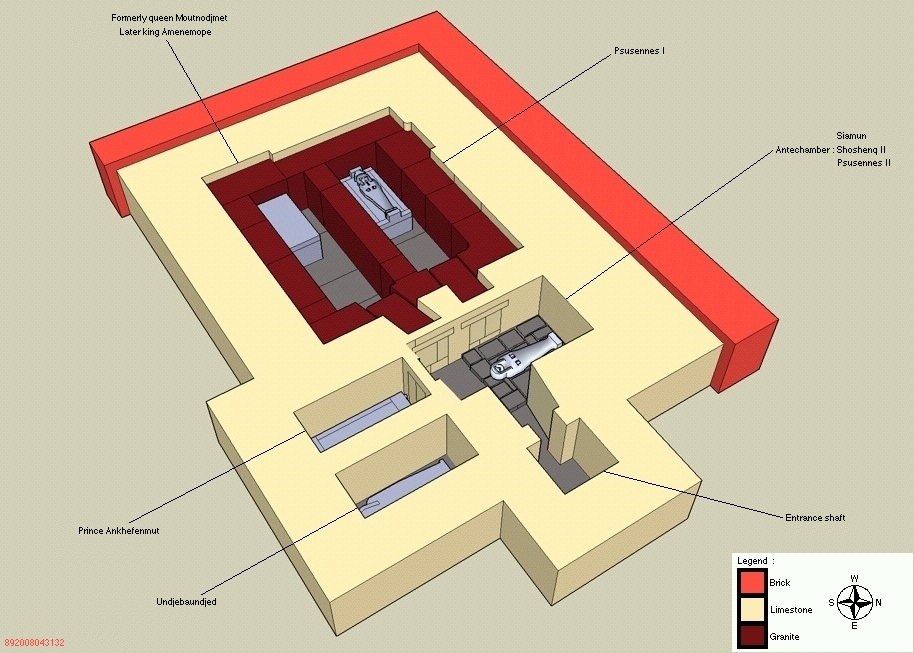
Model hrobky Psusennes I. NTR III Tanis

Jeho postava je v historii významná tím, že se jeho pohřeb nalezl v intaktní hrobce s bohatou pohřební výbavou. Stříbrný pozlacený antropomorfní sarkofág v záhlaví s vypodobněnou hlavou sokolí hlavou boha Hora. Jeho mumie byla v celkem zachovaném stavu. Po odkrytí zábalů se objevila zlatá obličejová maska, další ozdoby včetně na nohou zlatých sandálů.
Mumie byla podrobena antropologickému výzkumu. Byl určen jeho věk při úmrtí (~ 40–50 let) a příčinou úmrtí bylo sečné poranění hlavy s následující infekcí a rozsáhlou sepsí.

## Hrobka
Pátrání po hrobce panovníků z 21. dynastie , v nekropoli v Tanis, které prováděl Pierre Montet  v roce 1939–40, vyústilo k objevení hrobky (NRT III ). Hrobka byla určena pro faraona Psusennes I. a jeho manželku Mutnodjmet. Hrobka NRT III v Tanis byla ukryta v podzemí z rozsáhlou komorou a s již použitým sarkofágem, který patřil původnímu královskému staviteli případně i nějaké vysoce postavené osobě z období Nové říše.

Montet po odkrytí vstupní komory nalezl stříbrný sarkofág, který identifikoval podle nápisů Šešonkovi II. Následující rok 1940 pak odkryl zadní rozsáhlejší komoru, ve které se nacházel sarkofág Psusennese I. a faraona Amenemope Userma’atré Setepenamun z 21. dynastie. Ten si místo v komoře přisvojil a sarkofág královny Mutnodjmet tam zůstal opřený o stěnu . Pohřební výbava Psusennese I. se také nestala kořistí vykradačů hrobek.
Zachovaná výbava Šešonka II., zejména jeho stříbrná antropomorfní rakev v záhlaví vytvarovaném sokolí tváří boha Horuse je srovnávána, co do rozsahu a cenností, s poklady Tutanchámona. Zachovaná mumie nesla zlatou masku. Našly se i četné šperky, vešebty , amulety, zlaté náramky, na nohou zlaté pantofle aj. V postranních komorách hrobky byly nalezeny pohřby Prince Ramesses-Ankhefenmut  a generála, velekněze Wendjebauendjeda. Nalezené cennosti jsou vystaveny v Egyptském muzeu v Kahiře.

Značný objem zlatých a stříbrných objektů v hrobce NTR III jednak dokumentuje bohatství vládců 21. a 22. dynastie a jednak technologickou a výtvarnou zručnost řemeslníků. Tylor uvádí, že nahromadění cenných kovů bylo cílevědomou recyklací předmětů pocházejících z starších hrobek a chrámů, jak dosvědčuje zápis v Bubastis z doby vlády Osorkona I., kde je seznam shromážděných předmětů použitých pro následné zpracování. Často používanou technologií bylo odlévání masivních předmětů a jejich následné povrchové úpravy a výtvarné opracování.

## Fotogalerie

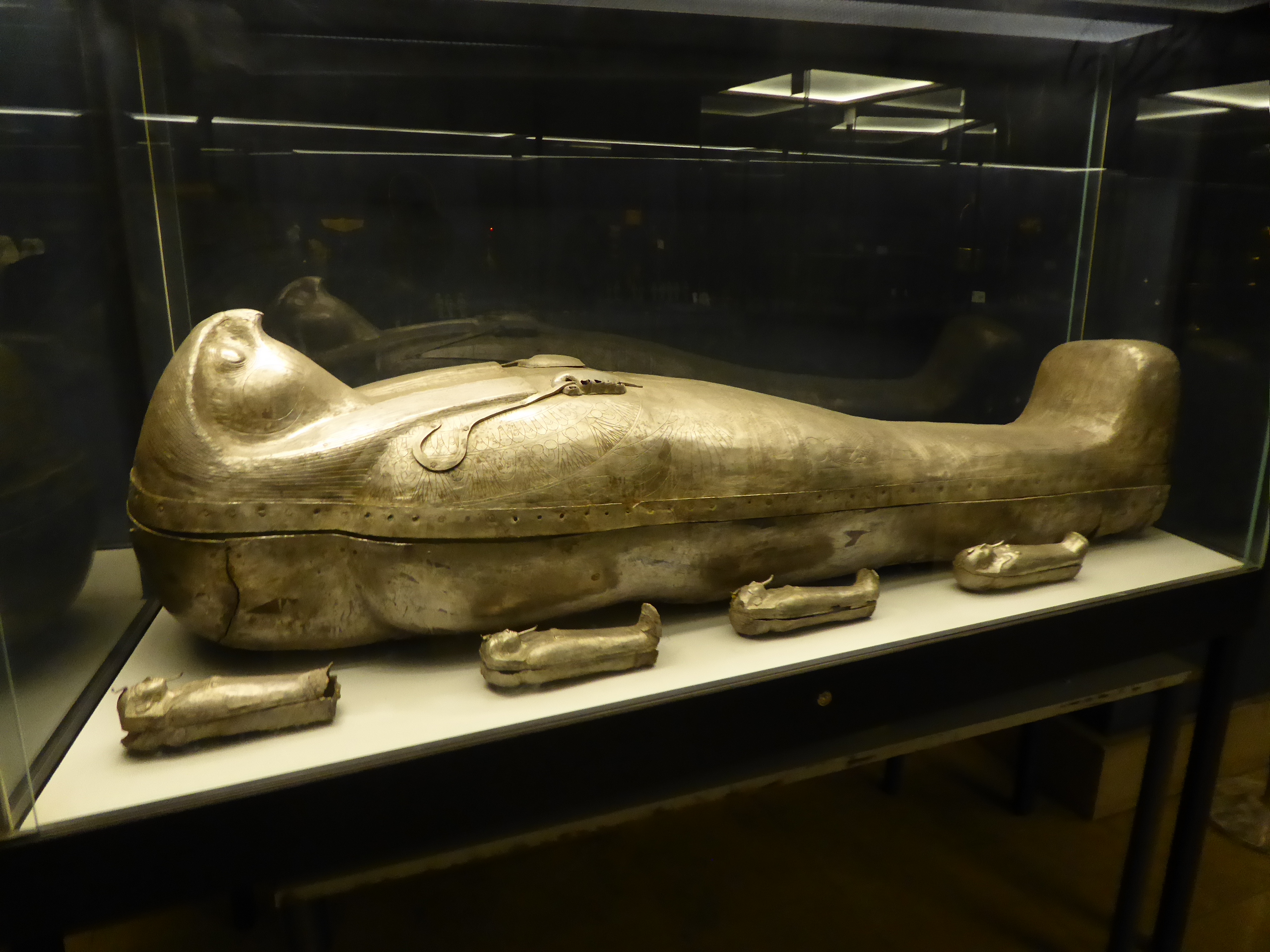
Pohřební výbava Šešonk II. v hrobce NTR III Tanis Egypt
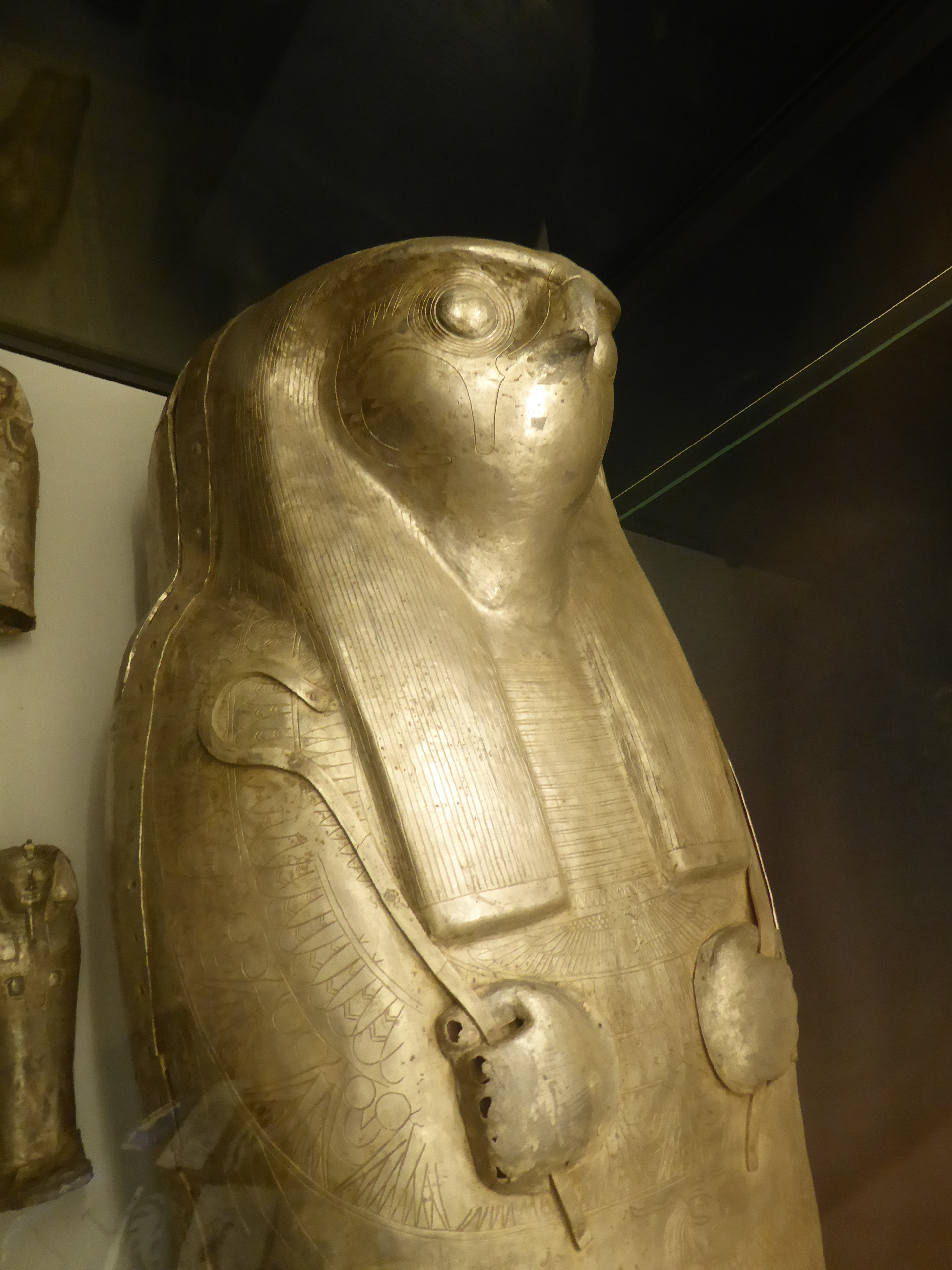
Stříbrná rakev Šešonk II. s tvář boha sokola Hora
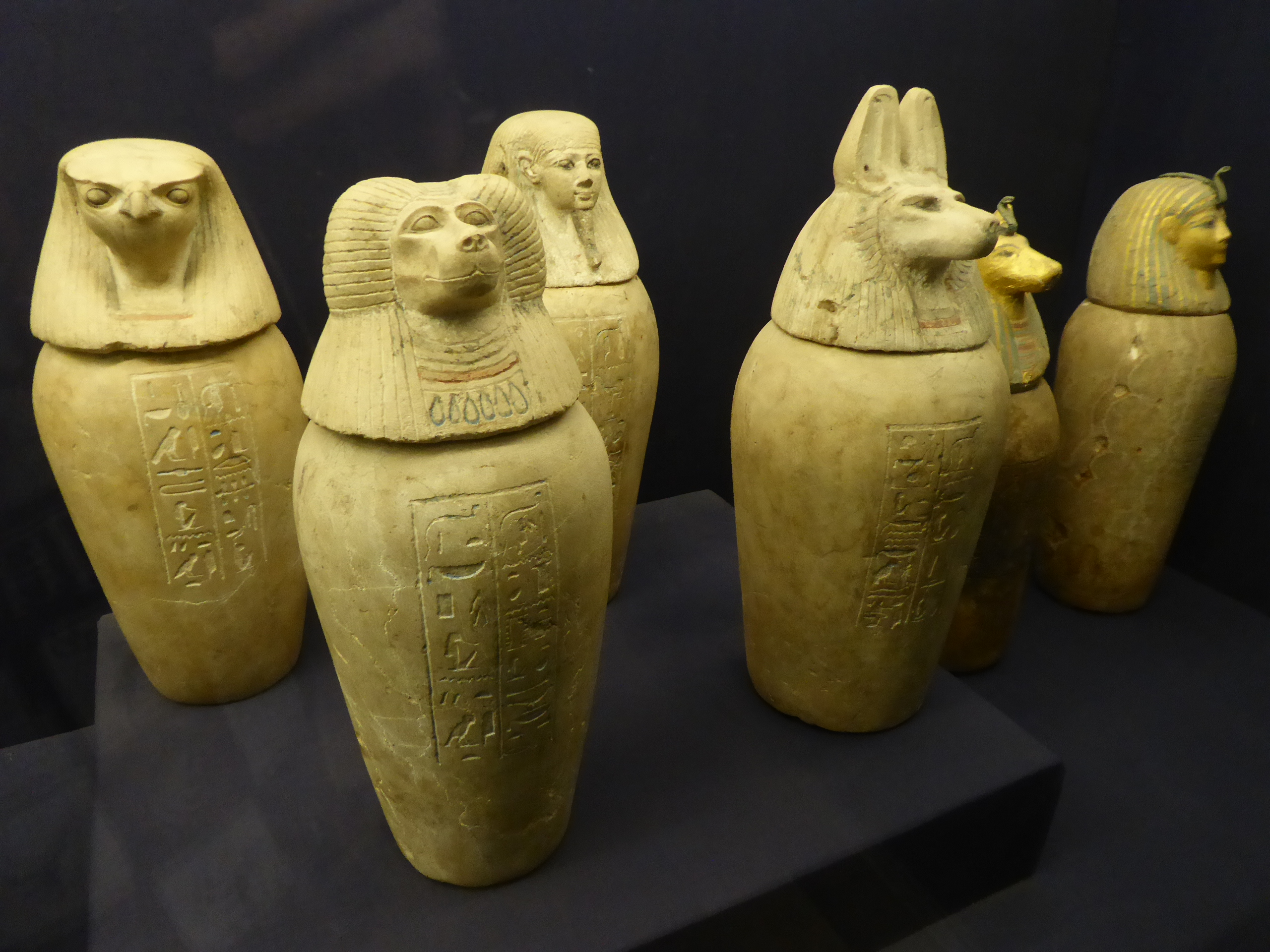
Kanopy s votivními poklopy; pohřební výbava Šešonk II.
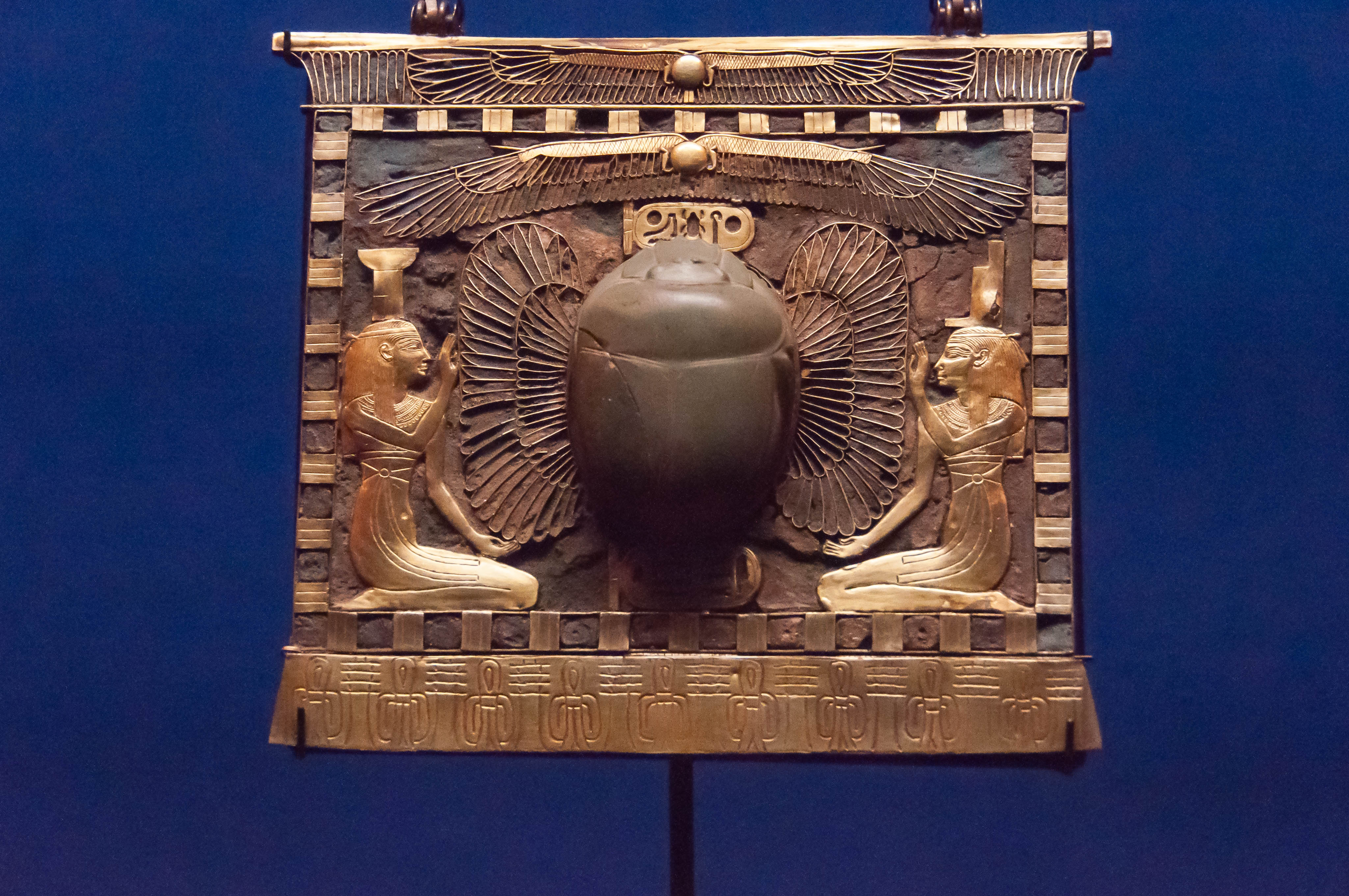
Náprsník se Skarabem ochráncem srdce s klečícími bohyněmi
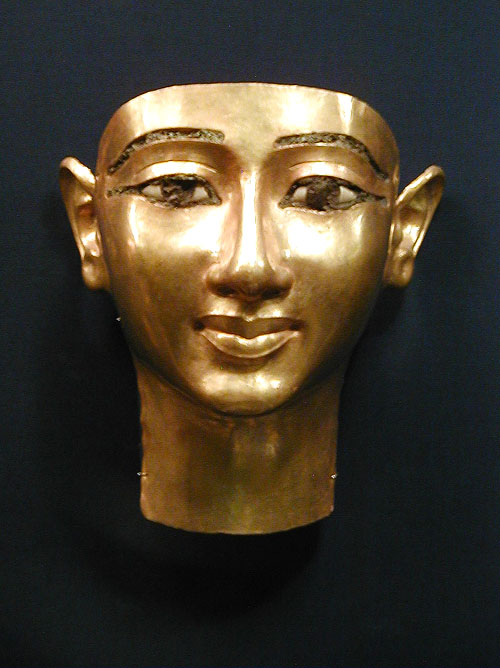
Generál a Velekněz Wendjebauendjed
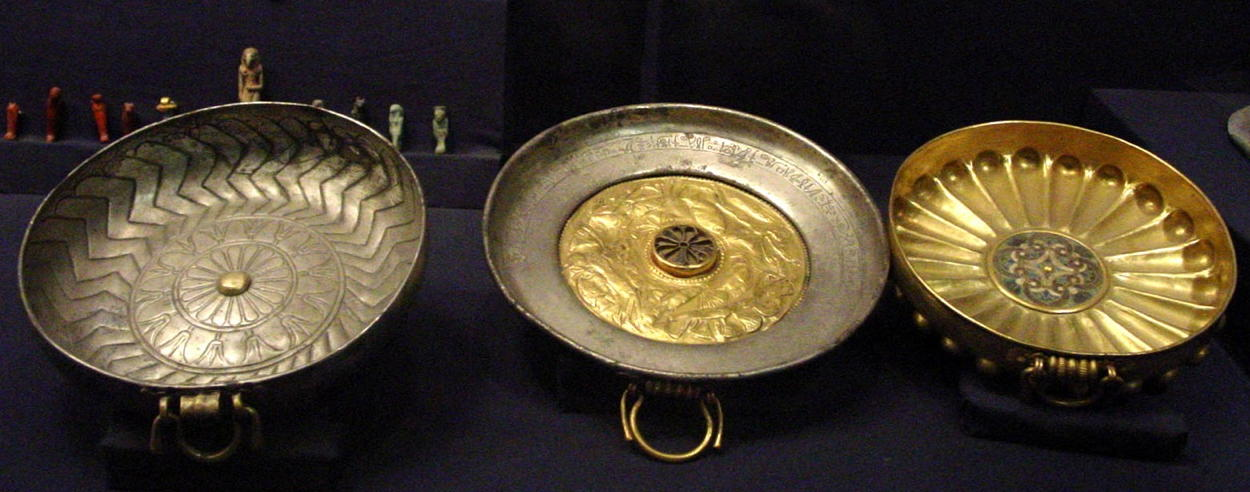
Pohřební misky Velekněze Wendjebauendjeda
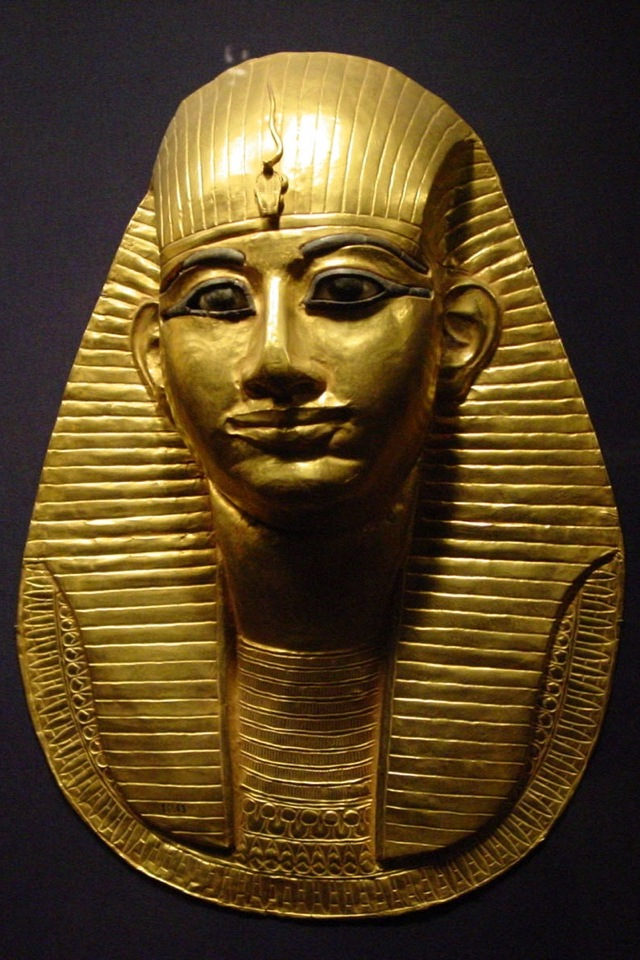
Zlatá maska faraon Amenemope, 21. dynastie
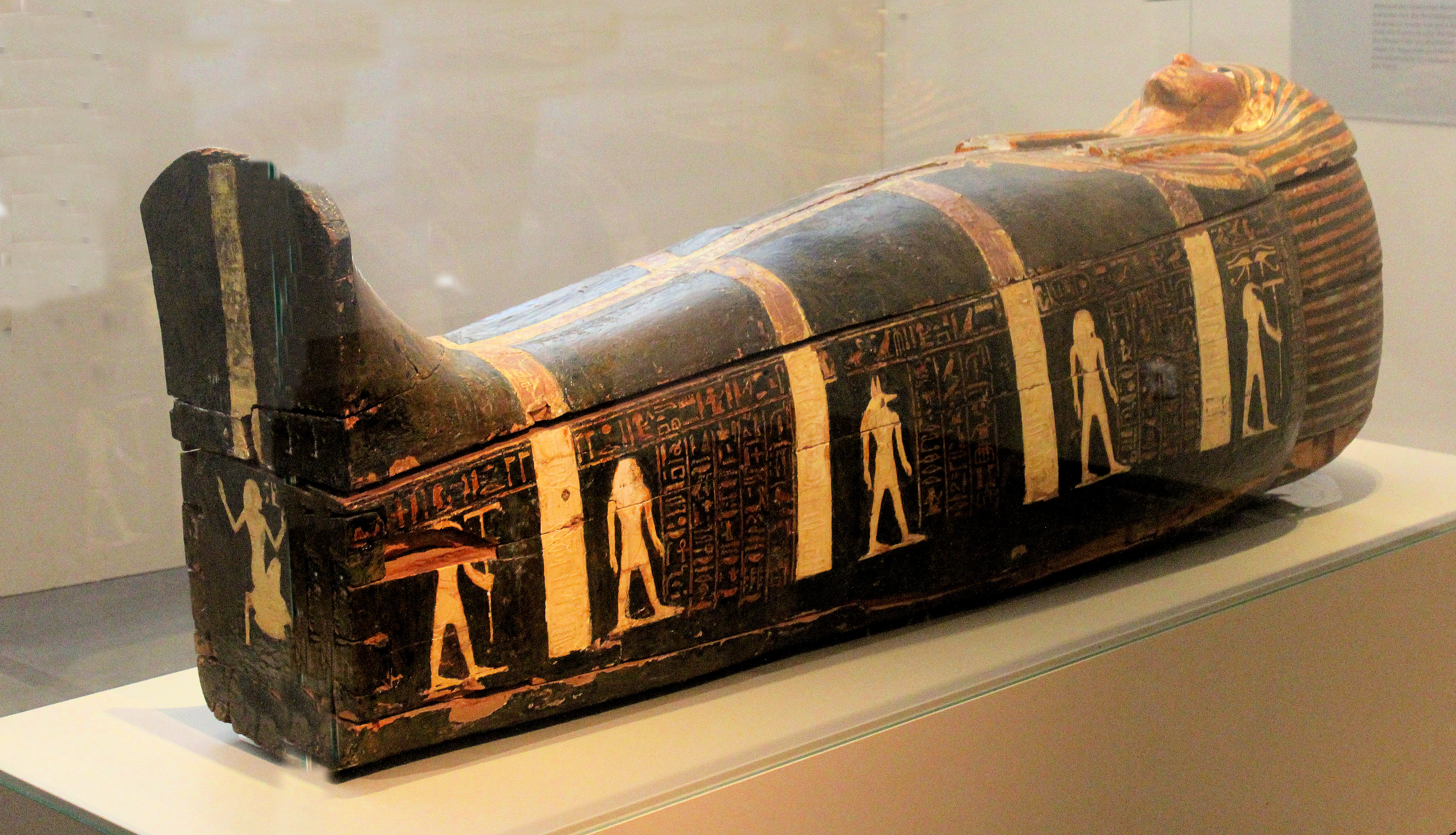
Rakev faraona Amenmopea
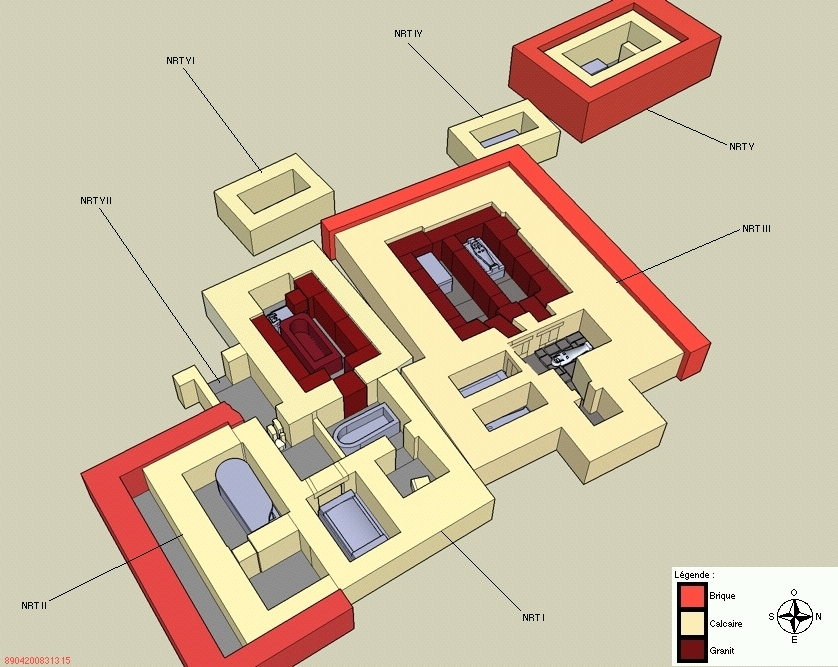
Model královské nekropole v Tanis